# Bob Nash
Robert Lee Nash jr., detto Bob (Hartford, 24 agosto 1950), è un ex cestista e allenatore di pallacanestro statunitense, professionista nella NBA, nella ABA e in Svezia.

## Carriera
Venne selezionato dai Detroit Pistons al primo giro del Draft NBA 1972 (9ª scelta assoluta).